# Lake Elmo
Lake Elmo és una població dels Estats Units a l'estat de Minnesota. Segons el cens del 2000 tenia 6.863 habitants.

## Demografia
Segons el cens del 2000, Lake Elmo tenia 6.863 habitants, 2.347 habitatges, i 1.924 famílies. La densitat de població era de 116 habitants per km².
Dels 2.347 habitatges en un 41,6% hi vivien nens de menys de 18 anys, en un 69,4% hi vivien parelles casades, en un 7,8% dones solteres, i en un 18% no eren unitats familiars. En el 13,1% dels habitatges hi vivien persones soles el 3,3% de les quals corresponia a persones de 65 anys o més que vivien soles. El nombre mitjà de persones vivint en cada habitatge era de 2,91 i el nombre mitjà de persones que vivien en cada família era de 3,19.
Per edats la població es repartia de la següent manera: un 29,2% tenia menys de 18 anys, un 7,2% entre 18 i 24, un 29,3% entre 25 i 44, un 27,3% de 45 a 60 i un 7% 65 anys o més.
L'edat mediana era de 37 anys. Per cada 100 dones de 18 o més anys hi havia 101,9 homes.
La renda mediana per habitatge era de 76.876 $ i la renda mediana per família de 84.562 $. Els homes tenien una renda mediana de 56.667 $ mentre que les dones 32.564 $. La renda per capita de la població era de 33.007 $. Entorn del 4,8% de les famílies i el 7,3% de la població estaven per davall del llindar de pobresa.

## Poblacions més properes
El següent diagrama mostra les poblacions més properes.